# Heliana
Heliana, zwana też Atessą, Dziewicą i Dianą – postać literacka, bohaterka dramatu mistycznego Juliusza Słowackiego Samuel Zborowski. 
Bohaterka ta przybiera w utworze różne postacie cielesne. Najpierw Eolion nazywa ją siostrą Atessą i razem wędrują po wszechświecie w somnambulicznym śnie. Gdy kobieta ta umiera, jej matka nazywa ją Helianą. W utworze jest też przedstawiana jako córka rybaka i wtedy nazywana jest Dziewicą. Z kolei w innych fragmentach utworu nazywa się ją imieniem Diana.